# Kyläjärvi
Kyläjärvi är en sjö i Finland. Den ligger i kommunen Sodankylä i landskapet Lappland, i den norra delen av landet, 800 km norr om huvudstaden Helsingfors. Kyläjärvi ligger 206,4 meter över havet. Arean är 79 hektar och strandlinjen är 4,65 kilometer lång. Sjön  ingår i Kemi älvs huvudavrinningsområde. 